# (22583) Metzler
(22583) Metzler (1998 HL86) – planetoida z pasa głównego asteroid okrążająca Słońce w ciągu 3,73 lat w średniej odległości 2,41 j.a. Odkryta 21 kwietnia 1998 roku.